# Campyloneurus hirpinus
Campyloneurus hirpinus är en stekelart som först beskrevs av Cameron 1903.  Campyloneurus hirpinus ingår i släktet Campyloneurus och familjen bracksteklar. Inga underarter finns listade.